# Dužnina (houby)

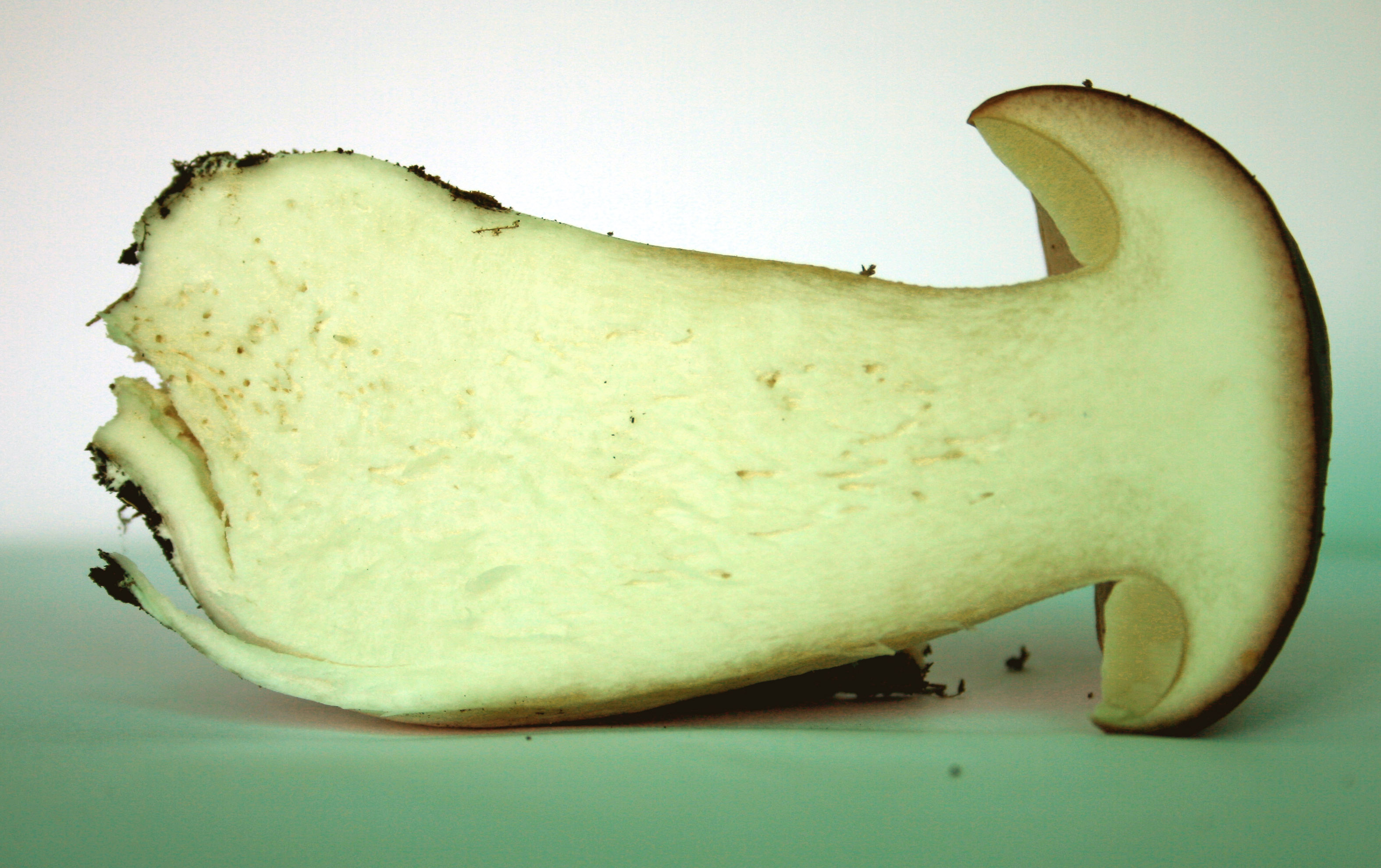
Dužnina hřibu smrkového na řezu

Dužnina je označení vnitřní části třeně i klobouku nebo celých plodnic hub. Podle jejího vzhledu, vůně, popřípadě konzistence, barvy a jejích změn v čase se některé druhy hub dají také rozeznávat. To má praktický význam nejen při houbaření.